# 그레엄 샤프
그레엄 마셜 샤프(Graeme Marshall Sharp, 1960년 10월 16일 ~ )는 스코틀랜드의 전직 축구 선수, 축구 감독이다. 스코틀랜드의 덤바턴 FC에서 선수 생활을 시작한 그는 1980년에 12만 파운드에 에버턴 FC로 이적해 온 이후, 1991년까지 활약하면서 1980년대 에버턴의 전성기에 한 축을 담당하였다. 이러한 샤프의 활약은 2005년 에버턴 자이언츠(2000년에 시작된 에버턴 선수 명예의 전당)에 헌액 된 것과 2003년에 팀 창단 125주년을 기념하여 실시 된 에버턴 서포터가 선정한 에버턴의 가장 위대한 스쿼드 베스트 11에 딕시 딘과 함께 공격수 부문에 선정 된 것으로, 에버턴의 역사에 기록되었다.

## 우승 경력
에버턴 FC
- 풋볼 리그 1부 : 1984-85, 1986-87
- FA컵 : 1984
- 커뮤니티 쉴드 : 1984, 1985, 1986, 1987
- UEFA 컵 위너스컵 : 1985